# Rhinella inopina
Rhinella inopina es una especie de anfibio anuro de la familia Bufonidae.

## Distribución geográfica
Esta especie es endémica de Brasil. Se encuentra en la Ecorregión del Cerrado en:
- Goiás en São Domingos y Sítio d'Abadia;
- Tocantins en Combinado y Aurora do Tocantins;
- Minas Gerais en Januária y Bonito de Minas;
- el estado de Bahia en São Desiderio.[2]

## Descripción
Los machos miden de 84 a 102 mm y las hembras de 97 a 136 mm.

## Publicación original
- Vaz-Silva, Valdujo & Pombal, 2012: New species of the Rhinella crucifer group (Anura, Bufonidae) from the Brazilian Cerrado. Zootaxa, n.º 3265, p. 57-65.[3]